# Lijst van burgemeesters van Alphen
Dit is een lijst van burgemeesters van de voormalige Nederlandse gemeente Alphen in de provincie Zuid-Holland.

Op 1 januari 1918 is deze gemeente samengevoegd met de gemeenten Aarlanderveen en Oudshoorn tot de nieuwe gemeente Alphen aan den Rijn.
| Ambtsperiode | Naam burgemeester                       | Partij of stroming | Bijzonderheden |
| ------------ | --------------------------------------- | ------------------ | --- |
| 1813 - 1823  | L. Ciggaer                              |                    | Ciggaer was al voor de Franse tijd schout, hij werd door de Fransen afgezet en in 1813 weer in zijn functie hersteld |
| 1823 - 1825  |                                         |                    | |
| 1825 - 1836  | J.J. Ooijkaas                           |                    | |
| 1836 - 1849  | dr. A. Lemzon Pijnaker                  |                    | eerst als fungerend (waarnemend) burgemeester                                                                        |
| 1849 - 1863  | J.T. Roos                               |                    | |
| 1863 - 1871  | L.W. Varoissieau                        |                    | |
| 1871 - 1895  | A.P. Zaalberg                           |                    | In dezelfde periode tevens burgemeester van Aarlanderveen                                                            |
| 1895 - 1898  | Pieter van Outeren                      |                    | vh. burgemeester van Heerjansdam                                                                                     |
| 1898 - 1901  | Jacob van Dijk                          |                    | vh. gemeentesecretaris van Alphen                                                                                    |
| 1901 - 1917  | Carl Wilhelm Christiaan Theodoor Visser |                    | vh. burgemeester van Hemelumer Oldephaert en Noordwolde en Wonseradeel, later burgemeester van Alphen aan den Rijn   |